# Transferência populacional

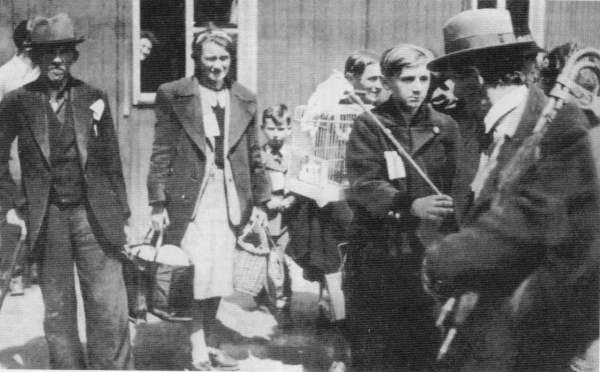
Habitantes tchecos emigram dos Sudetos, expulsos pela Alemanha nazista, em 1938.

Transferência populacional é a migração forçada organizada por Estados. As transferências de populações podem ser motivadas por um conflito armado, pelo controle do território ou por limpezas étnicas. As tribos indígenas norte-americanas, por exemplo, foram obrigadas a migrar para oeste do rio Mississippi, no movimento denominado Remoção indígena (ver: Genocídio indígena nos Estados Unidos e Trilha das Lágrimas). Outras transferências populacionais ocorreram após a Segunda Guerra Mundial, a Partição da Índia e a Guerra dos Bálcãs.